# Sechellophryne gardineri
Sechellophryne gardineri är en groddjursart som först beskrevs av George Albert Boulenger 1911.  Sechellophryne gardineri ingår i släktet Sechellophryne och familjen Sooglossidae. IUCN kategoriserar arten globalt som sårbar. Inga underarter finns listade i Catalogue of Life.